# Бунт восемнадцати
Бунт восемнадцати (порт. Revolta dos 18), также известный как восстание в Копакабане и первый мятеж лейтенантов — первое крупное выступление тенентистов в гарнизоне форта Копакабана в Рио-де-Жанейро, произошедшее 5 июля 1922 года.

## Предыстория

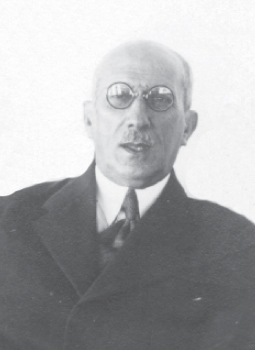
Артур Бернардис

В июне 1921 года в Бразилии началась предвыборная президентская кампания. Главными претендентами на пост главы государства были Артур Бернардис — правительственный кандидат, губернатор штата Минас-Жерайс и Нилу Песанья — кандидат от оппозиционного движения «Республиканское противодействие», сенатор от Рио-де-Жанейро, который уже был президентом Бразилии в 1909—1910 годах. Между ними развернулась острая конкуренция.
В разгар кампании в либеральной газете «Correio da Manhã» были опубликованы письма за подписью Артура Бернардиса, которые содержали серьёзные оскорбления в адрес бразильской армии и лично маршала Эрмеса да Фонсеки. В частности, сторонники маршала были названы «бунтовщиками», «сбродом, нуждающемся в нагоняе», «продажными офицерами, которые покупаются со всеми своими нашивками и галунами», а сам Фонсека характеризовался как «несдержанный сержант». Эти письма вызвали возмущение в широких армейских кругах.
Несмотря на то, что Бернардис категорически отрицал авторство этих писем, 12 октября военными был принят «Манифест к нации», в котором было объявлено, что армия не признает Бернардиса президентом Бразилии в случае его победы на выборах. Именно так и случилось: на состоявшихся 1 марта 1922 года выборах Бернардис с большим отрывом обошёл Песанью (59,5 % голосов против 40,5 %), после чего Совет военных, отказавшись признать результаты выборов, потребовал создать трибунал чести для пересчёта голосов.

## Подготовка к восстанию
Толчком к началу восстания послужил инцидент, связанный с выборами губернатора штата Пернамбуку, когда президент Бразилии Эпитасиу Песоа предпринял попытку использовать находившиеся в штате федеральные войска для обеспечения победы своего ставленника. Узнав об этом, маршал Фонсека, как председатель Совета военных, направил командующему военным округом в Ресифи (столице Пернамбуку) телеграмму с призывом не подчиняться приказу президента и не вмешиваться в политические интриги. В ответ на это Песоа приказал арестовать Фонсеку и закрыть Совет военных на шесть месяцев. В связи с этим в гарнизонах штатов Рио-де-Жанейро, Алагоас, Мараньян, Санта-Катарина и Сеара начались волнения.
Однако правительство было готово к подавлению восстания. Ещё в декабре 1921 в армии была создана секретная агентурная служба, следившая за настроениями в войсках. Некоторые воинские части, размещённые в Рио-де-Жанейро, были приведены в боевую готовность. Железнодорожные станции стали охраняться патрулями и кавалерийскими пикетами.

## Ход восстания

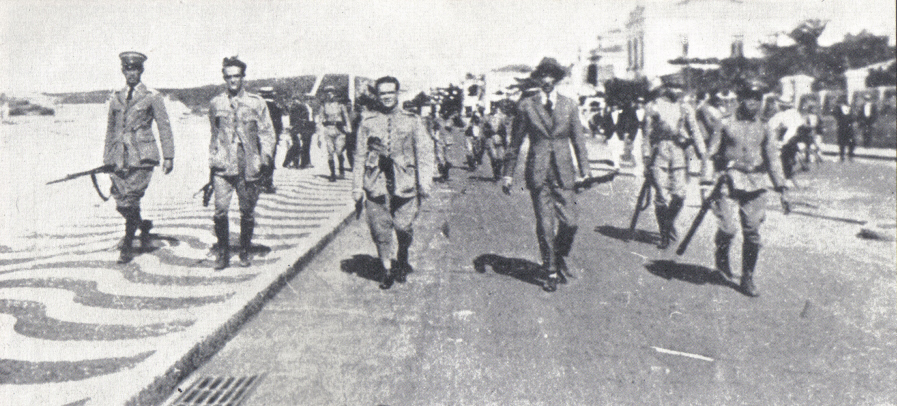
Руководители восстания.

5 июля 1922 года, в час ночи, четыре мощных выстрела из орудий форта Копакабана возвестили о начале военного восстания. Восставший гарнизон поддержали 600 кадетов Военного училища. Кадеты, во главе с полковником Жавьером ди Бриту, направились к железнодорожной станции Вила-Милитар, чтобы объединиться с находящимися там войсками и затем двинуться к президентскому дворцу, чтобы отстранить от власти президента Песоа. Однако вечером предыдущего дня эта станция была занята войсками, верными правительству, а все офицеры-заговорщики были арестованы. На подходе к станции кадеты были встречены огнём, и после четырёхчасового боя с превосходящими силами противника кадетам пришлось отступить к зданию Военного училища, где они были разоружены.
Тем временем восставшие офицеры гарнизона Копакабаны весь день обстреливали главные военные объекты Рио-де-Жанейро: Генеральный штаб, морской арсенал, морской батальон. В ответ власти предприняли интенсивный артиллерийский обстрел крепости, оцепили прилегающие к нему районы, сформировали отряд для его атаки и прекратили снабжение Копакабаны водой и электроэнергией.
На рассвете следующего дня большинство солдат и офицеров покинуло Копакабану, в которой из 301 человека осталось всего 29 бойцов. Линкоры «Сан-Паулу» и «Минас Жерайс» обстреляли форт, гидропланы произвели его бомбардировку. Правительство потребовало безоговорочной капитуляции гарнизона, однако лишь один из восставших предпочёл сдаться властям. Остальные 28 человек, во главе которых встал лейтенант Антониу ди Сикейра Кампус, отвергли предложение о сдаче крепости. Ими было принято решение выйти из форта и в открытом бою встретиться с противником. План дальнейших действий группы был разработан лейтенантом Эдуарду Гомешом, будущим министром авиации Бразилии.
Примерно в два часа дня восставшие вышли из крепости с оружием в руках на расположенный рядом пляж. По дороге 10 человек покинуло восставших, и их осталось всего 18. Пройдя несколько километров вдоль берега, восставшие столкнулись с правительственными частями. Лейтенант правительственных сил заговорил с восставшими, пытаясь обосновать бессмысленность их борьбы. В ответ Сикейра Кампус воскликнул: «Мы не принадлежим к этой армии!» После этого завязался бой, в ходе которого погибли почти все восставшие. В живых осталось только несколько тяжелораненых, в том числе Кампус и Гомеш.

## Поддержка восстания
Восстание в Рио-де-Жанейро было поддержано лишь одним выступлением: восстал гарнизон штата Мату-Гросу, во главе которых стоял генерал Клодоалду да Фонсека, который был двоюродным братом маршала Эрмеса да Фонсеки. Восставшие части сконцентрировались на границе штата Сан-Паулу и были готовы вступить на его территорию, но, узнав о подавлении выступления в Рио-де-Жанейро и о том, что на остальной территории Бразилии восстание так и не началось, вернулись на свои места.